# 曹士桂

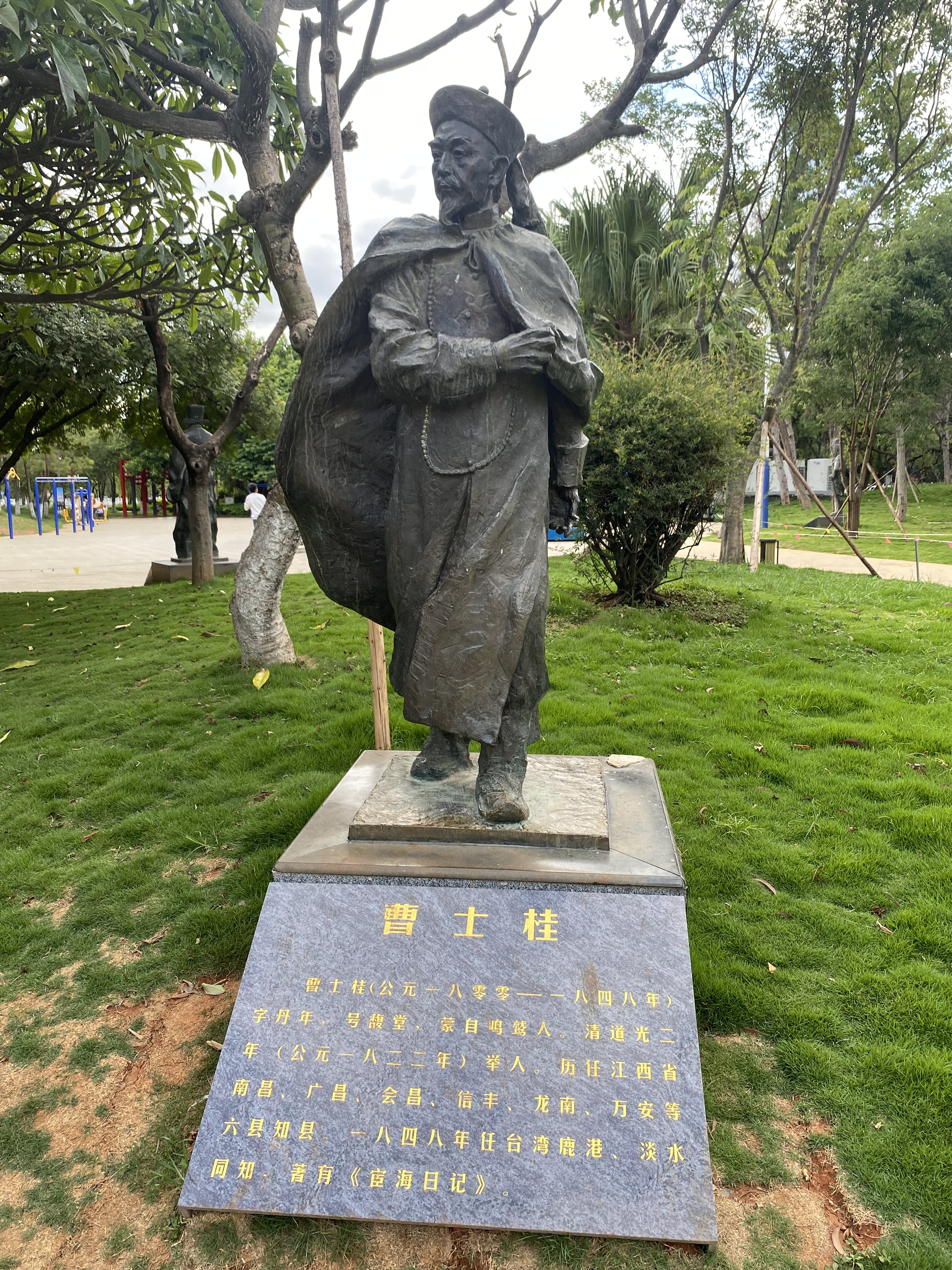
蒙自南湖公园曹士桂像

曹士桂（1800年—1848年1月29日），一作曹仕桂，字丹年，號馥堂，雲南蒙自鸣鹫人（清时属文山县），舉人出身。為官勤政，文告、案牘都出自其手，判案精確，未隨便對人用刑，於擔任淡水同知期間過世，祀於德政祠，並有仕紳請求將他與曹瑾一同奉祀於名宦祠，但未獲准。著有《宦海日記》，原有四本，現在只有一本流傳於世。

## 生平
道光二年（1822年）舉人，後經大挑任江西廣昌、會昌、信豐、龍南、萬安、南昌等知縣。道光二十四年（1844年）捐辦米糧，咨部議敘，道光二十五年（1845年）十月升為鹿港同知。但到了道光二十七年（1847年）正月，曹士桂才前往就任。而據《宦海日記》記載，他是在該年二月從泉州出發。雖然他上任的地點在鹿港，但所乘船隻無法進入淤塞的鹿港港口，所以是在番仔挖（今彰化芳苑）上岸。上岸之後，曹士桂奉閩浙總督劉韻珂之令前往水沙連考察，於二月廿二（4月7日）出發。他沿途經過大論、茄冬、同安嶺、北投，然後抵達南投，並在南投縣丞署過夜。次日行程路經新街、湳仔庄、濁庄、隘藔、集集舖、濁溪、風谾口，最後在水裡坑公館休息。二十四日（4月9日）抵達日月潭一帶，並記錄對當地環境與原住民聚落的觀察紋面。
同年三月十八日（1847年5月2日）調署淡水同知，而上任才三天，便遇到大甲械鬥事件並前往處理。五月十二日（6月24日），曹士桂與閩浙總督劉韻珂、鹿港同知史密、臺灣北路協副將葉長春等人前往水沙連視察。此行眾人到日月潭，受到當地原住民款待，贈與雞隻，並搭乘「蟒甲」（即獨木舟）遊日月潭。遊潭期間，舟上原住民唱其傳統歌謠，並有其他原住民另乘「蟒甲」捕魚，一有收獲便獻給官員。此外到貓蘭社時，發現西邊有20多個漢人在私墾種旱稻。閩浙總督劉韻珂認為這些人才新來不久，下令毀屋割稻，將這些漢人驅逐，不過這些私墾者早已逃走。曹士桂與總督劉韻珂一行人在水沙連期間，處理當地漢人與平埔族群私墾的問題，此外埔社與水裡眉社等原住民請求「內附」為「熟番」，以求得到官府庇護。劉韻珂事後上〈奏勘番地疏〉，但其意見未得到朝廷的採納。
曹士桂任淡水同知期間操守甚嚴，淡水廳港口過去有陋規收入，他皆拒收並直言這些是非分之財。後來操勞成疾，十二月二十四日（1848年1月29日）於任內去世。
日後在同治六年（1867年），有淡水廳仕紳陳維英等人請求將他與曹謹並祀名宦祠，但未獲准。